# Shiki Oriori
Shiki Oriori: o Sabor da Juventude (詩季織々, shikioriori) é um filme de drama de antologia de anime / Donghua de 2018 dirigido por Li Haoling, Jiaoshou Yi Xiaoxing e Yoshitaka Takeuchi e produzido por Noritaka Kawaguchi. Uma co-produção nipo-chinesa entre a CoMix Wave Films e a Haoliners Animation League. O filme foi lançado no Japão e na China em 4 de agosto de 2018 e distribuído globalmente no mesmo dia pelo StudioCanal e pela Netflix.

## Enredo
O filme é dividido em três histórias urbanas ambientadas na China: Hidamari no Choshoku (O macarrão de arroz), Chiisana Fashion Show (Nosso pequeno desfile de moda) e Shanghai Koi (Amor em Xangai).

### O macarrão de arroz
Ocorrendo na província de Hunan e em Pequim, Xiao Ming relembra suas memórias com sua avó através de seu amor pelo macarrão de San Xian. Quando Xiao Ming era jovem, ele e sua avó comiam macarrão de San Xian de uma loja de macarrão local que, para ele, mostrava cuidado e esforço por sua comida. No entanto, a loja fechou com especulações de que os proprietários foram expulsos devido ao ciúme ou um cliente os queria de volta a Pequim. Xiao Ming então foi para outra loja de macarrão em sua cidade, e embora a loja compre macarrão pré-fabricado de San Xian, a sopa de macarrão tinha muitas coberturas para a satisfação de Xiao Ming. Mais tarde, o marido da dona daquela loja de macarrão queria que ela se tornasse uma loja de pesca. No entanto, após maus negócios e o filho do casal ser hospitalizado por uma briga de facas com alguns alunos de sua escola, a loja de macarrão reabriu com o marido e o filho do proprietário trabalhando também. Anos depois, em Pequim, Xiao Ming foi a uma loja de macarrão que vendia macarrão de San Xian que tinha menos coberturas e um preço mais alto, o que desagradou Xiao Ming. Mais tarde, ele ouviu a notícia em Hunan de que sua avó estava morrendo e voltou o mais rápido possível. Xiao Ming finalmente conheceu sua avó em sua casa minutos antes de sua morte e lamentou. Xiao Ming mais tarde voltou à loja de macarrão em sua cidade e, através de seu macarrão de San Xian, sentiu-se nostálgico de seus tempos com sua avó e estava contente com o futuro que estava à sua frente.

### Nosso pequeno desfile de moda
Ambientado em Guangzhou, Yi Lin é uma modelo de moda e sua irmã mais nova Lulu é estudante de design de roupas. Depois de ficar bêbada em seu aniversário e ficar de ressaca, Yi Lin dormiu até tarde para uma avaliação de desfile de moda. Yi Lin também estava ficando irritado com Shui Jing, um fã dela que estava crescendo para se tornar um concorrente. Yi Lin, para compensar isso, se exercitou muito para parecer mais atraente, embora isso se tornasse arrogante para ela e ela desmaiasse no próximo desfile de moda. Yi Lin, não vendo nenhum propósito em continuar sua carreira na indústria da moda, pediu a Lulu para ajudá-la a aprender a desenhar e costurar roupas, desencadeando uma discussão entre as duas irmãs. Yi Lin explicou ao seu gerente sobre sua situação, e seu gerente deu a ela um deslize para se encontrar em um lugar. Yi Lin chega ao local, que acaba sendo uma fábrica abandonada, e recebe um encontro surpresa de Lulu. Lulu deu a Yi Lin um vestido vermelho, algo que ela havia sonhado no início do segmento. Mais tarde, descobre-se que um desfile de moda está sendo realizado na fábrica. Graças ao incentivo de Lulu e seu empresário, Yi Lin teve um bom desempenho no show. Lulu mais tarde se formou e agora desenha roupas para Yi Lin, e Yi Lin recentemente voltou a se destacar na indústria da moda, com as duas irmãs demonstrando contentamento no que fazem.

### Amor em Xangai
Ambientado em um shikumen, estilo arquitetônico tradicional de Xangai, de 1999 até os dias modernos, Li Mo tem um relacionamento amigável com Xiao Yu. Depois que Xiao Yu se machucou tentando voltar para casa, Li Mo a carregou de costas para o apartamento dela. Como Xiao Yu não pôde ir à escola devido a sua lesão, ela pede a Li Mo para gravar as aulas em fitas cassete para que ela possa ouvir as fitas e aprender o que perdeu. Xiao Yu mais tarde responde a Li Mo em fitas cassete e os dois desenvolvem um relacionamento romântico um com o outro. Logo, Xiao Yu disse a Li Mo que sua família a está fazendo se inscrever em uma universidade de elite distante e que eles teriam que se mudar, irritando Li Mo. Li Mo mais tarde decidiu se inscrever na mesma universidade, embora a lacuna acadêmica entre Li Mo e Xiao Yu eram grandes. Li Mo, através de muito trabalho e comportamento estudioso, foi aceito na universidade, e quando foi até Xiao Yu para contar a notícia, ele soube que Xiao Yu está no hospital depois que seu pai a espancou por ter falhado no teste de inscrição. Li Mo não teve a chance de vê-la, pois sua família teve que se mudar para morar perto da universidade. Agora um arquiteto, Li Mo soube recentemente que Xiao Yu foi para os Estados Unidos para estudar no exterior, para sua insatisfação. Depois de encontrar uma fita cassete de Xiao Yu, Li Mo entrou na casa de sua avó para encontrar um gravador. A fita revelou a Li Mo que Xiao Yu propositalmente falhou no teste de aplicação para ficar com Li Mo, levando Li Mo a lamentar por suas ações. Anos depois, Li Mo, agora cuidando de seu próprio motel em um shikumen reformado, vê Xiao Yu na porta da frente e sorri.
Em uma cena pós-créditos, os personagens de destaque em cada segmento finalmente se encontram em um aeroporto, contentes com as simples alegrias da vida e o futuro que se avizinha.

## Elenco
| Personagem        | Dublagem japonesa | Dublagem estadunidense | Dublagem brasileira | Segmento              |
| ----------------- | ----------------- | ---------------------- | ------------------- | --------------------- |
| Xiao Ming         | Taito Ban         | Crispin Freeman        | Raphael Rossatto    | Hidamari no Choshoku  |
| Xiao Ming (jovem) | Mariya Ise        | Kendall Gimbi          | Raphael Rossatto    | Hidamari no Choshoku  |
| Yi Lin (Irin)     | Minako Kotobuki   | Evan Rachel Wood       | Samira Fernandes    | Chiisana Fashion Show |
| Lulu              | Haruka Shiraishi  | Jona Xiao              | Andressa Andreatto  | Chiisana Fashion Show |
| Mr. Steve         | Hiroki Yasumoto   | George Ackles          | Nestor Chiesse      | Chiisana Fashion Show |
| Li Mo (Rimo)      | Takeo Ōtsuka      | Ross Butler            | Marcelo Campos      | Shanghai Koi          |
| Xiao Yu           | Ikumi Hasegawa    | Erica Mendez           | Luiza Porto         | Shanghai Koi          |